# زمین‌لرزه آلاسکا
زمین‌لرزه آلاسکا ممکن است به یکی از موارد زیر اشاره داشته باشد:
- زمین‌لرزه ۱۹۵۸ آلاسکا
- زمین‌لرزه ۱۹۶۴ آلاسکا